# Нортвуд (Нью-Гемпшир)
Нортвуд (англ. Northwood) — місто (англ. town) в США, в окрузі Рокінґгем штату Нью-Гемпшир. Населення — 4641 особа (2020).

## Демографія
Згідно з переписом 2010 року, у місті мешкала 4241 особа в 1605 домогосподарствах у складі 1193 родин. Було 2129 помешкань
Расовий склад населення:
| - 97,4 % — білих - 0,7 % — азіатів - 0,4 % — чорних або афроамериканців - 0,3 % — корінних американців |

До двох чи більше рас належало 1,1 %. Частка іспаномовних становила 0,9 % від усіх жителів.
За віковим діапазоном населення розподілялося таким чином: 23,2 % — особи молодші 18 років, 65,1 % — особи у віці 18—64 років, 11,7 % — особи у віці 65 років та старші. Медіана віку мешканця становила 42,2 року. На 100 осіб жіночої статі у місті припадало 102,5 чоловіків;  на 100 жінок у віці від 18 років та старших — 100,1 чоловіків також старших 18 років.
Середній дохід на одне домашнє господарство  становив 97 351 долар США (медіана — 86 910), а середній дохід на одну сім'ю — 101 513 долари (медіана — 92 237). Медіана доходів становила 58 625 доларів для чоловіків та 41 786 доларів для жінок. За межею бідності перебувало 8,5 % осіб, у тому числі 20,7 % дітей у віці до 18 років та 1,5 % осіб у віці 65 років та старших.
Цивільне працевлаштоване населення становило 2420 осіб. Основні галузі зайнятості: освіта, охорона здоров'я та соціальна допомога — 24,6 %, виробництво — 16,4 %, роздрібна торгівля — 16,2 %.